# エンゲルベルト (ケルンテン公)
エンゲルベルト2世（ドイツ語：Engelbert II., ? - 1141年4月13日）は、イストリア辺境伯およびクライン辺境伯（在位：1103/7年 - 1124年）。また、1123年に兄ハインリヒ4世の跡を継いでケルンテン公およびヴェローナ辺境伯となり、1135年に引退した。

## 生涯
エンゲルベルト2世はシュポンハイム伯エンゲルベルト1世（1096年没）とヘートヴィヒの間の息子である。母ヘートヴィヒは出自未詳であるが、ザクセン公ベルンハルト2世の娘とも考えられている。祖父ジークフリート1世（1065年没）は、1035年ごろに皇帝コンラート2世に従ってケルンテンに来た。
1099年、教皇ウルバヌス2世はエンゲルベルト2世を、父エンゲルベルト1世が創建したラヴァントタールのザンクト・パウル修道院のフォークトに任じた。1100年ごろ、パッサウ城伯ウルリヒの娘であった妻ウタが相続した領地にクライブルク伯領を創設した。また1106年に、グルク司教からフェルカーマルクト近くのトリクセン村にある2つの城と、フリーザッハの市場町を手に入れた。1107年ごろ、ヴァイマル伯ウルリヒ2世からイストリア辺境伯およびクライン辺境伯位を引き継いだ。
父と異なり、エンゲルベルト2世は叙任権闘争においてザーリアー家を支持し、ザルツブルク大司教コンラート1世と対立した。1111年のハインリヒ5世の神聖ローマ皇帝としての戴冠式の際には、ハインリヒ5世の保証人をつとめ、1122年9月に教皇カリストゥス2世との間で締結されたヴォルムス条約に立ち会った。1122年に兄ハインリヒ4世はケルンテン公およびヴェローナ辺境伯となったが、翌1123年にハインリヒ4世が死去したため、エンゲルベルト2世が後を継いだ。翌年、エンゲルベルト2世はイストリアを息子エンゲルベルト3世に譲った。
1135年、エンゲルベルト2世はケルンテンおよびヴェローナを放棄し、その後皇帝ロタール3世はエンゲルベルト2世の息子ウルリヒ1世にこれらを与えた。エンゲルベルト2世はバイエルンのキームガウにあるゼーオン修道院に隠棲し、そこで1141年4月13日に死去した。

## 結婚と子女
1103年ごろ、エンゲルベルト2世はラポト家のパッサウ城伯ウルリヒ（1099年2月2日没）の娘ウタと結婚し、以下の子女をもうけた。
- ウルリヒ1世（1144年没） - ケルンテン公（1135年 - 1141年）[1]
- エンゲルベルト3世（1173年没） - イストリア辺境伯[1]、クライン辺境伯、クライブルク伯（1124年 - 1173年）
- ハインリヒ - トロワ司教（1145年 - 1169年）
- マティルデ（1160/1年没） - シャンパーニュ伯ティボー2世と結婚[4]
- ラポト1世（1186年没） - オルテンブルク伯（1130年 - 1186年）[1]、クライブルク伯（1173年 - 1186年）、オルテンブルク伯家祖
- アーデルハイト - 1146年よりゲス女子修道院長
- ハルトヴィヒ2世（1164年没） - レーゲンスブルク司教（1155年 - 1164年）
- イダ（1178年没） - ヌヴェール伯ギヨーム3世と結婚[4]